# Cầu Dền
Cầu Dền là một phường thuộc quận Hai Bà Trưng, thành phố Hà Nội, Việt Nam.
Phường Cầu Dền có diện tích 0,18 km², dân số năm 2022 là 12.620 người, mật độ dân số đạt 70.111 người/km².